# نوستالژی ۳۱۶۲
سیارک ۳۱۶۲ (به انگلیسی: 3162 Nostalgia، نامگذاری:1980YH) سه هزار و صد و شصت و دومین سیارک کشف شده‌است که در ۱۶ دسامبر ۱۹۸۰ کشف شد.
قدر مطلق سیارک برابر ۱۱٫۳۰ است.